# Serrat de les Forques (Artesa de Segre)
El Serrat de les Forques és una muntanya de 577 metres que es troba al municipi d'Artesa de Segre, a la comarca catalana de la Noguera.